# アンセル・エルゴート
アンセル・エルゴート（Ansel Elgort, 1994年3月14日 - ）は、アメリカ合衆国の俳優、DJ。身長193センチメートル。

## 経歴
アメリカ合衆国ニューヨーク市で生まれる。父親アーサーはファッション誌ヴォーグの写真家、
母親グレテ・バレット・ホルビーはオペラの舞台演出家、振付師、ドラマトゥルク、プロデューサー。父親はロシア系ユダヤ人、母親はノルウェー系、イングランド系、ドイツ系。兄に映像編集者ウォーレン、姉に写真家ソフィーがいる。 9歳の時、バレエ学校で試演、12歳の頃に演技クラスに通う。高校の演劇やオフ・ブロードウェイで演じた。
また、DJとしての活動もしており、Ansolo名義で2015年にも来日しULTRA JAPANでパフォーマンスを行った。
2013年に公開されたキンバリー・ピアース監督のホラー映画『キャリー』で映画役者デビュー、クロエ・グレース・モレッツ、ジュリアン・ムーア等と共演した。
ニール・バーガー監督の2014年のSFアクション映画『ダイバージェント』にシェイリーン・ウッドリー、テオ・ジェームズ、アシュレイ・ジャッド等とともに出演、シェイリーン・ウッドリーが演じる主人公ベアトリス・“トリス”・プライアーの兄ケイレブ・プライアーを演じた。また、ジョン・グリーンの小説『さよならを待つふたりのために』を原作とする2014年のロマンス映画『きっと、星のせいじゃない。』にシェイリーン・ウッドリーの相手役として主演した。
2017年には、エドガー・ライト監督作『ベイビー・ドライバー』にベイビー役として主演を務め、ゴールデングローブ賞 主演男優賞 (ミュージカル・コメディ部門)にノミネートされた。
2020年6月、2014年に当時17歳の女性が当時20歳のエルゴートから性的暴行にあったことを告発する。エルゴートはインスタグラム上で"合法かつ完全合意の上での短期間の関係"だったと述べ、告発について否認した。アカウントは2023年9月に停止したが、2024年1月に復帰した。

## フィルモグラフィ

### 映画
| 年   | 題名                                                               | 役名                       | 備考               | 吹き替え |
| ---- | ------------------------------------------------------------------ | -------------------------- | ------------------ | -------- |
| 2013 | キャリー Carrie                                                    | トミー・ロス               |                    | 細谷佳正 |
| 2014 | ダイバージェント Divergent                                         | ケイレブ・プライアー       |                    | 細谷佳正 |
| 2014 | ステイ・コネクテッド〜つながりたい僕らの世界 Men, Women & Children | ティム・ムーニー           | （吹き替え版なし） |          |
| 2015 | きっと、星のせいじゃない。 The Fault in Our Stars                  | オーガスタス・ウォーターズ | 逢笠恵祐           |          |
| 2015 | ペーパータウン Paper Towns                                         | メイソン                   | カメオ出演         |          |
| 2015 | ダイバージェントNEO Insurgent                                      | ケイレブ・プライアー       |                    | 細谷佳正 |
| 2017 | ダイバージェントFINAL The Divergent Series: Allegiant              | ケイレブ・プライアー       |                    | 細谷佳正 |
| 2017 | ベイビー・ドライバー Baby Driver                                   | ベイビー / マイルズ        | 下川涼             |          |
| 2018 | クリミナル・タウン November Criminals                              | アディソン・シャクト       | （吹き替え版なし） |          |
| 2018 | ビリオネア・ボーイズ・クラブ Billionaire Boys Club                 | ジョー・ハント             | 草尾毅             |          |
| 2019 | ジョナサン -ふたつの顔の男- Jonathan                               | ジョナサン / ジョン        | 川田紳司           |          |
| 2019 | ザ・ゴールドフィンチ The Goldfinch                                 | テオドア・“テオ”・デッカー | 細谷佳正           |          |
| 2022 | ウエスト・サイド・ストーリー West Side Story                       | トニー                     | 宮野真守           |          |

### テレビシリーズ
| 年        | 題名                  | 役名                       | 備考         | 吹き替え |
| --------- | --------------------- | -------------------------- | ------------ | -------- |
| 2022-2024 | TOKYO VICE Tokyo Vice | ジェイク・アデルスティーン | 兼製作総指揮 | [ 12 ]   |